# Braxton Bragg
Braxton Bragg (Warrenton (North Carolina), 22 maart 1817 – Galveston (Texas), 27 september 1876) was beroepsofficier in het Amerikaanse leger en als generaal in het leger van de Geconfedereerde Staten van Amerika een van de belangrijkste Zuidelijke commandanten tijdens de Amerikaanse burgeroorlog.

## Vroege jaren
Bragg werd geboren in Warrenton, North Carolina op 22 maart 1817. Hij was een van de zes zonen van Thomas en Margaret Crosland Bragg. Hij was de broer van de toekomstige Zuidelijke minister van justitie Thomas Bragg en de neef van Edward S. Bragg, die generaal in het Union Army zou worden.  Zijn vader Braxton Bragg was timmerman en aannemer en zou dankzij een bloeiende zaak genoeg geld verdienen om zijn zonen een degelijke opleiding te geven. Braxton werd naar de Warrenton Male Academy gestuurd die een van de beste scholen in de staat waren.

## West Point
Bragg was slechts tien jaar toen zijn vader besliste om hem een militaire loopbaan te laten volgen. Toen hij 16 jaar werd kon hij een plaats bemachtigen aan de United States Military Academy in West Point en dit via de goede connecties van zijn oudere broer, John Bragg. Zijn klasgenoten waren de toekomstige Noordelijke generaals Joseph Hooker en John Sedgwick en de latere Zuidelijke generaals John C. Pemberton, Jubal Early, en William H. T. Walker. Hij studeerde af in 1837 als vijfde in een klas van vijftig. Hij werd tot Tweede luitenant benoemd in de 3rd U.S. Artillery.

## Militaire loopbaan

### Eerste jaren
Bragg diende tijdens de Tweede Seminole Oorlog in Florida. Hij werkte als adjudant van het regiment en assistent voor de bevelhebber en zag geen actie. Hij kreeg al snel last van het warme klimaat en moest zich regelmatig ziek melden. Bragg vroeg een kreeg een overplaatsing naar Philadelphia waar hij werkte als rekruteringsofficier. In oktober 1840 moest hij terugkeren naar Florida. Hij werd verantwoordelijk voor een compagnie in het 3rd Artillery en kreeg het bevel over Fort Marion bij St. Augustine. Hij werkte hard om de leefomstandigheden van zijn manschappen te verbeteren. Hiervoor stuurde hij een reeks brieven naar verschillende hogere officieren waaronder de adjudant-generaal en de thesaurier-generaal. Bragg kreeg al snel de reputatie om twistziek te zijn.
Bragg had de reputatie zeer strikt in de leer te zijn en de regels letterlijk te nemen. Dit maakte hem zo onpopulair dat zijn eigen troepen in 1847 een poging ondernamen om hem op te blazen met een artillerie-granaat; wat mislukte, hoewel zijn bed verwoest was.
In 1843 werd de 3rd artillery overgeplaatst naar Fort Moultrie bij Charleston, South Carolina. Bragg werkte daar samen met drie officieren die hij beschouwde als goede vrienden, George H. Thomas en John F. Reynolds werkten als luitenant onder Bragg en William T. Sherman. Ondertussen bleef Bragg controversiële brieven schrijven. In 1844 en 1845 schreef hij een reeks van negen artikels in de Southern Literary Messenger.  Deze reeks, "Notes on Our Army," werd anoniem door Bragg gepubliceerd onder de schuilnaam "A Subaltern" (een ondergeschikte). Hierbij nam hij de opperbevelhebber van het leger, Winfield Scott flink op de korrel. Bragg omschreef hem als ijdel, kleinzielig en sluw. Hij viel ook het logge administratieve apparaat van het leger aan. In zijn artikels schreef hij over een nieuwe structuur voor de generale staf. Deze werden toen volledig genegeerd, maar zouden de in de  vroege 20ste eeuw toch ingang vinden.
Zijn geschriften werden met veel aandacht gevolgd door een democratische volksvertegenwoordiger uit New York, James G. Clinton. Hij was een tegenstander van Winfield Scott en wou Bragg in maart 1844 voor het comité van publieke uitgaven laten getuigen tegen Scott. Bragg kreeg het bevel om geen getuigenis af te leggen. Bragg probeerde toch, werd gearresteerd en opgesloten in Fort Monroe in Virginia. Hij werd door de krijgsraad gebracht. Bragg voerde zijn eigen verdediging en probeerde om via zijn proces toch nog Scotts reputatie aan te vallen. Bragg werd veroordeeld wegens insubordinatie en kreeg een officiële blaam van de minister van oorlog. Daarnaast kreeg hij een relatief milde straf waarbij hij gedurende twee maanden maar een half loon zou ontvangen. Ondanks deze veroordeling voelde Bragg zich niet geroepen om te stoppen met zijn kritische uitlatingen over zijn superieuren.

### Mexicaans–Amerikaanse oorlog

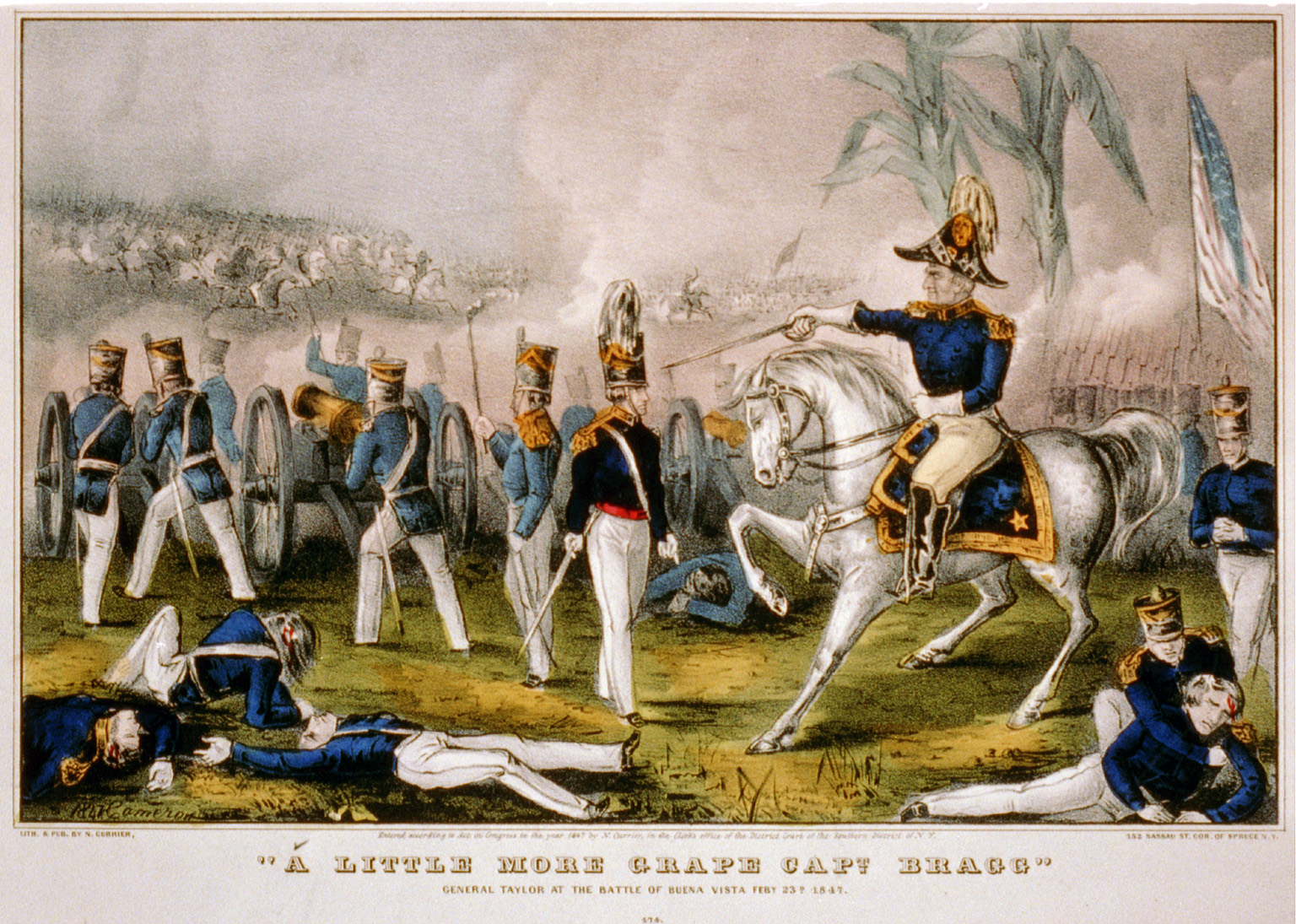
A Little More Grape, Capt. Bragg door N. Currier waarbij Bragg een doorbraak kon verijdelen van het Mexicaanse leger

In de zomer van 1845 werd Bragg en zijn artillerie-eenheid naar Texas gestuurd. Daar werd hij onder het bevel geplaatst van generaal Zachary Taylor die Texas verdedigde tegen Mexico. Tijdens de daaropvolgende Mexicaans-Amerikaanse Oorlog kreeg Bragg meermaals een promotie voor moed. Hij werd gebrevetteerd kapitein na het Beleg van Fort Texas in mei 1846, majoor na de Slag bij Monterrey in september en luitenant-kolonel na de Slag bij Buena Vista in februari 1847. In juni 1846 kreeg hij de rang van kapitein in het beroepsleger. 
Bragg werd alom gerespecteerd en bewonderd voor de discipline en doorgedreven oefeningen van zijn manschappen enerzijds en voor de nieuwe tactieken met lichte artillerie die hij uittestte en die doorslaggevend waren in verschillende veldslagen tijdens het conflict anderzijds. Het zou na de Slag bij Buena Vista zijn dat hij nationale faam kreeg. Bragg kon net op tijd zijn artillerie opstellen om een numeriek sterkere aanval van de Mexicanen te verijdelen. Hiermee verleende hij ook steun aan de Mississippi Rifles van kolonel Jefferson Davis, de latere minister van oorlog voor de Verenigde Staten en president van de Geconfedereerde Staten van Amerika.
Bragg keerde naar de Verenigde Staten terug als een nationale held. In Californië werd een fort naar hem vernoemd. De burgers van zijn geboortestad Warrenton gaven hem een ceremonieel zwaard cadeau. Het was tijdens een van deze vele huldeblijken dat Bragg Evergreen Plantation in Wallace, Louisiana bezocht. Daar ontmoette hij de 23 jarige Eliza Brooks Ellis, Elise voor de vrienden. Ze was een rijke erfgename van een suikerrietplantage. Ze huwden op 7 juni 1849 in het salon van Ellis plantation. Op 10 september verhuisde het pas gehuwd koppel naar Jefferson Barracks in Missouri. In oktober 1853 verlieten ze met spijt in het hart deze plaats. Braggs nieuwe aanstelling was in Fort Gibson in het Indianenterritorium. Acht maanden later werd hij opnieuw overgeplaatst, nu naar Fort Washita niet ver van de Texaanse grens. De primitieve leefomstandigheden waren niet geschikt voor een gehuwd koppel en zes maanden later vroeg Bragg om verlof. Het koppel keerde terug naar Thibodaux. Bragg reisde naar Washington om aan de minister van oorlog, Jefferson Davis, een overplaatsing te vragen van zijn eenheid. Dit werd echter geweigerd. 
Op 31 december 1855 nam Bragg ontslag uit het leger. Dit werd officieel goedgekeurd op 3 januari 1856. Samen met zijn vrouw kochten ze een suikerrietplantage ten noorden van Thibodaux Louisiana. Hij bleef zijn reputatie als een man met een sterk gevoel voor discipline en militaire efficiëntie ook getrouw op zijn plantage. Dankzij zijn inzichten werd de plantage al zeer snel winstgevend, ondanks de zware hypotheek die erop rustte. In 1860 was hij ook actief als commissaris voor openbare werken van de staat Louisiana.

### Amerikaanse Burgeroorlog

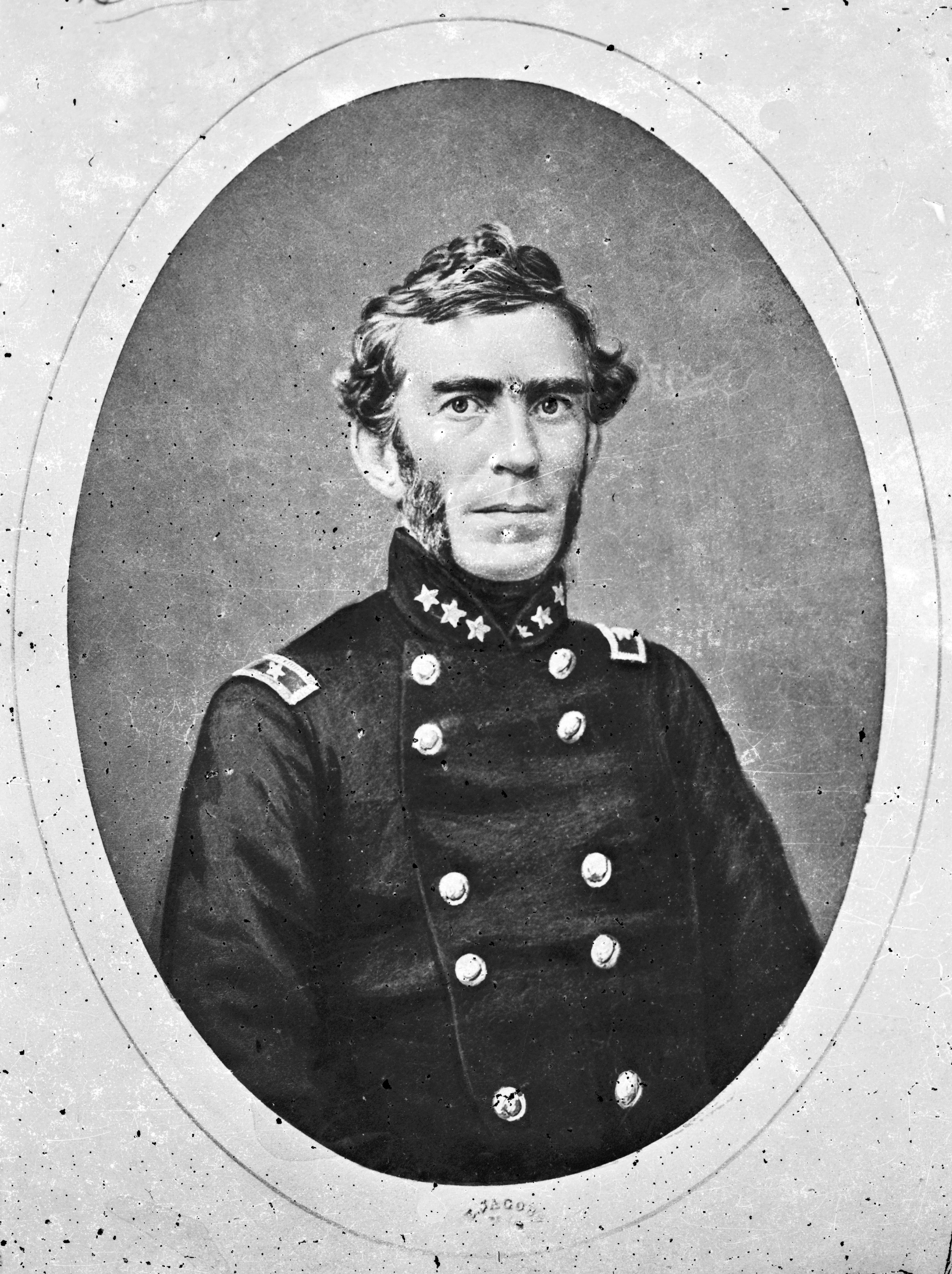
Braxton Bragg, CSA

Voor de burgeroorlog was Bragg kolonel in de militie van Louisiana. Op 12 december 1860 benoemde gouverneur Thomas O. Moore hem als lid van een militaire raad die een 5.000 man sterk leger op de been moest brengen voor de staat. Hij nam deze taak op zich alhoewel hij een tegenstander was de afscheiding van zijn staat van de Verenigde Staten. Op 11 januari 1861 voerde Bragg 500 vrijwilligers aan die de overgave van het federaal arsenaal in Baton Rouge afdwongen. Hij werd bevorderd tot generaal-majoor van de militie op 20 februari 1861. Hij had het commando over de troepen rond New Orleans tot 16 april. Op 7 maart werd zijn rang omgevormd naar brigadegeneraal in het nieuw opgerichte Confederate States Army. Hij leidde eenheden in Pensacola, Florida, in Alabama en het Departement of West Florida. Hij werd bevorderd tot generaal-majoor op 12 september 1861. De eenheden die hij trainde, zouden later tot de beste regimenten van het Zuidelijke leger gaan behoren zoals het 5th Georgia en de 6th Florida regimenten
In december vroeg president Davis aan Bragg om het bevel van het Trans-Mississippi Department op zich te nemen, maar Bragg weigerde beleefd. Hij maakte zich zorgen over de slecht uitgeruste en slecht gedisciplineerde eenheden die zich ten westen van de Mississippi bevonden. Ook had hij opnieuw last van een slechte gezondheid. Hij leed aan reumatische aanvallen, had maagklachten en migraine aanvallen, wat waarschijnlijk bijdroeg aan zijn manier van leiding geven. Het commando werd aan Earl Van Dorn gegeven. Bragg stelde een andere strategische aanpak voor. In plaats van ieder vierkante kilometer te verdedigen van de Zuidelijke staten, stelde hij voor om de verschillende eenheden te concentreren om zo een aanval te kunnen uitvoeren tegen de Noordelijke eenheden in Tennessee. In februari 1862 verzamelde Bragg 10.000 soldaten rond Corinth en kreeg hij de verantwoordelijkheid om de al aanwezige eenheden van Albert Sidney Johnston gevechtsklaar te maken.

#### Shiloh en Corinth

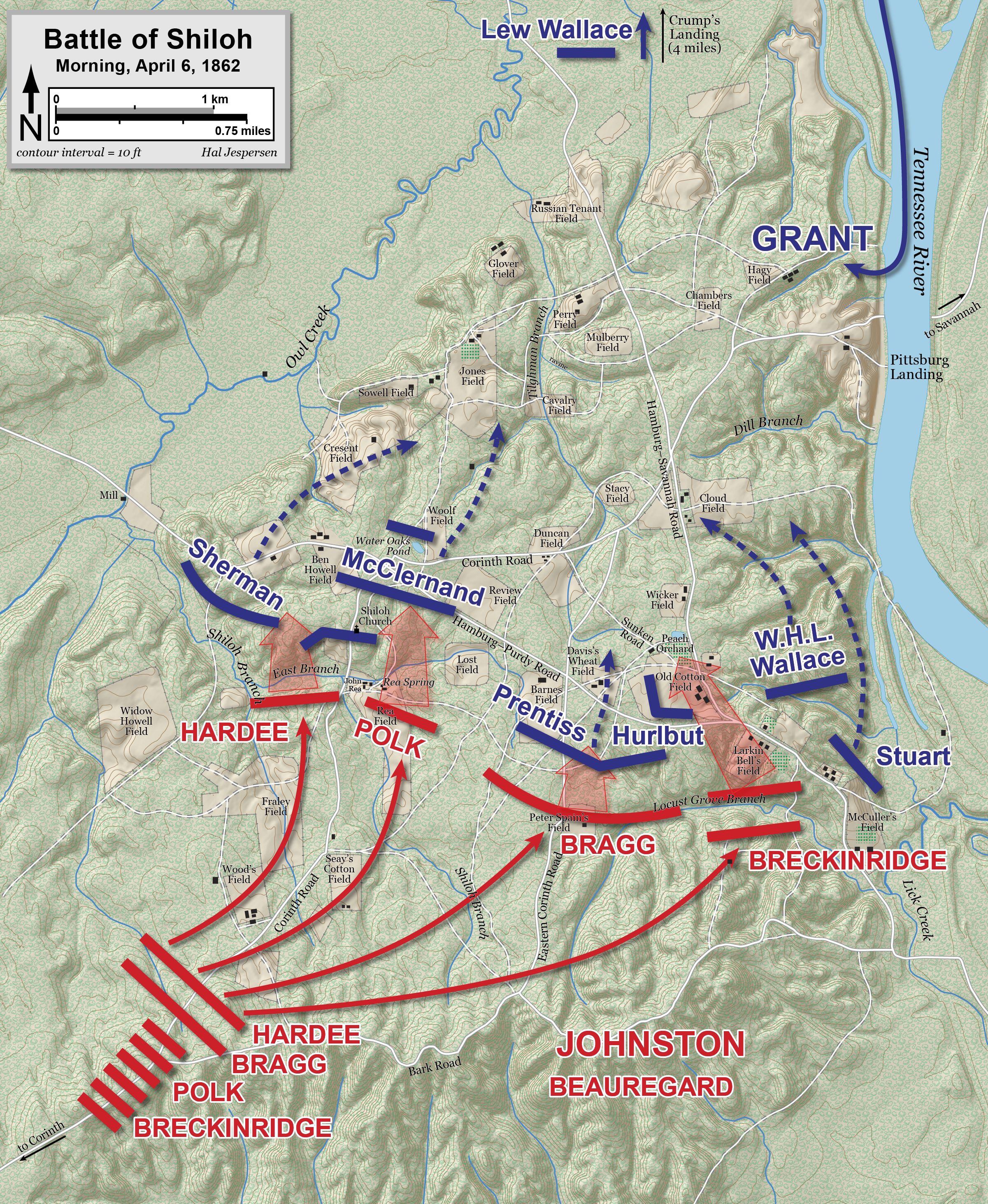
Kaart met de Slag bij Shiloh tijdens de ochtend van 6 april 1862.
Zuidelijken
Noordelijken

Tijdens de Slag bij Shiloh op 6 en 7 april 1862 voerde Bragg een korps aan en was hij stafchef van Johnston. Na de initiële successen van de verrassingsaanval op de Noordelijke stellingen, kreeg Bragg het bevel om over een 4,8 km lang front op te rukken. Al snel werd zijn aandacht volledig beheerst door de gevechten in het centrum van de slaglinies rond het zogenaamde Hornet’s Nest. Daar vielen de Zuidelijken urenlang frontaal een Noordelijke stelling aan zonder veel vooruitgang te boeken. Nadat de Zuidelijke commandant, Generaal Albert Sidney Johnston, was gesneuveld bij Shiloh nam Generaal P.G.T. Beauregard het commando over. Bragg werd benoemd tot plaatsvervanger van Beauregard. Bragg was ontgoocheld toen Beauregard een aanval afblies tegen de laatste Noordelijke stellingen die hun misschien de overwinning kon bezorgen. Tijdens de tweede dag van de slag hadden de Noordelijken versterkingen gekregen en voerden ze tegenaanvallen uit. De Zuidelijken moesten zich terugtrekken naar Corinth.
Bragg kreeg veel lof voor zijn aanpak tijdens de slag. Op 12 april benoemde Jefferson Davis Bragg tot volledig (viersterren)generaal, een van zeven mannen met die hoogste rang in de geschiedenis van de Confederatie. Zijn rang begon officieel op 6 april, de eerste dag van de Slag bij Shiloh. Na het Beleg van Corinth vertrok Beauregard op ziekteverlof en kreeg Bragg tijdelijk het bevel over het leger die bij Tupelo, Mississippi gestationeerd was. Uiteindelijk werd Bragg op 17 juni 1862 officieel benoemd tot bevelhebber van het Western Departement en aanvoerder van het Army of Mississippi.

#### Kentucky

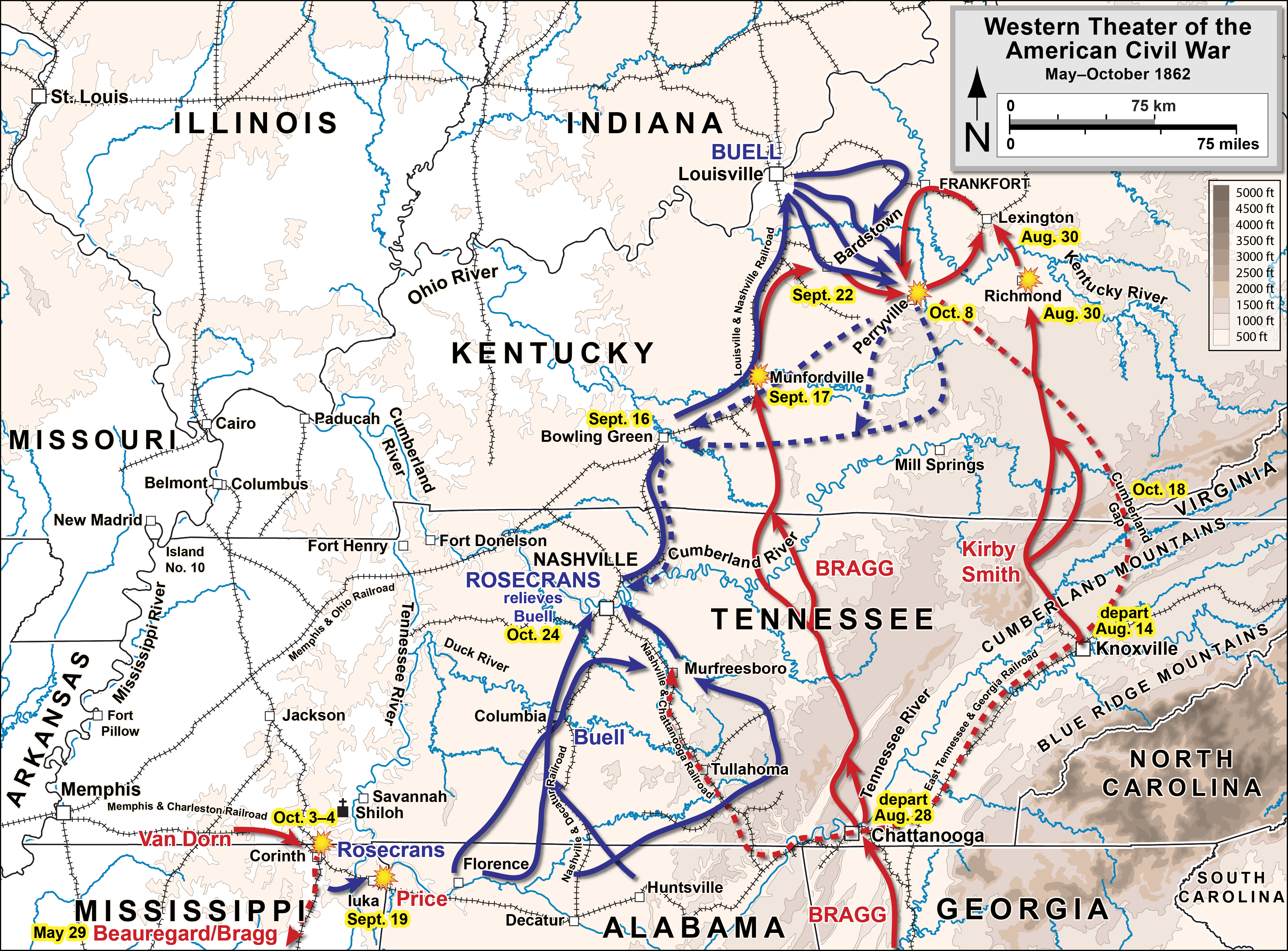
Het westelijke front tijdens de Amerikaanse Burgeroorlog van het Beleg van Corinth tot de operations from the Siege of Corinth tot de Kentuckyveldtocht

In augustus 1862 viel generaal-majoor Edmund Kirby Smith Kentucky binnen, in de hoop dat hij supporters van de Zuidelijke zaak kon opjutten en om de Noordelijke troepen onder leiding van  Don Carlos Buell de Ohio over te lokken. Bragg overwoog de verschillende opties. Hij kon naar Corinth oprukken en de stad heroveren of hij kon oprukken tegen het leger van Buell in centraal Tennessee. Uiteindelijk koos Bragg ervoor om Smith te hulp te komen. Het Army of Mississippi werd via verschillende wegen verplaatst. De 30.000 soldaten infanterie werden via Tupelo, Mobile en Montgomery per trein naar Chattanooga gestuurd. De cavalerie en artillerie volgden via de weg. Hoewel Bragg de hoogste officier was, besliste president Davis om het departement van Smith onafhankelijk te maken. Smith zou rechtstreeks verantwoording afleggen aan de president. Dit zou de komende veldtocht de nodige problemen opleveren.
Op  31 juli 1862 ontmoetten Bragg en Smith elkaar in Chattanooga. Samen stelden ze een plan op voor de komende veldtocht. Kirby Smiths Army of Kentucky zou als eerste oprukken om de Noordelijke verdedigers bij Cumberland Gap te verslaan. Het leger van Bragg was nog aan het bekomen van de lange reis en kon nog niet ingezet worden. Daarna zou Smith terug aansluiting zoeken bij Bragg waarna ze samen zouden oprukken tegen de achterhoede van Buell. Ze probeerden Buell tot een veldslag te dwingen door zijn bevoorradingslijnen te bedreigen. Eens de legers samengevoegd werden zou Bragg de leiding op zich nemen. Ze gingen ervan uit dat ze samen het Noordelijke leger konden vernietigen waarna ze dieper in Kentucky zouden doordringen en de steun van de lokale bevolking zouden mobiliseren. Alle Noordelijke tegenstand zou vernietigd worden en de Zuidelijken zouden het front naar de Ohio kunnen verplaatsen.
Op 9 augustus stuurde Smith een koerier naar Bragg met de boodschap dat hij eenzijdig het plan aanpaste. Smith zou de Cumberland Gap niet innemen maar er voorbij trekken en een kleine strijdmacht achterlaten om het Noordelijke garnizoen in de gaten te houden. Daarna zou hij in noordelijke richting oprukken. Daarop concentreerde Bragg zijn opmars richting Lexington, Kentucky in plaats van naar Nashville, Tennessee. Hij probeerde Kirby Smith er aan te herinneren dat Buell zijn kleiner leger kon achtervolgen en verslaan voordat zijn leger aansluiting kon vinden.
Bragg vertrok vanuit Chattanooga op 27 augustus net voor Smith Lexington bereikte. Onderweg werd hij kort afgeleid om het Noordelijke fort bij Munfordville te veroveren. Nu had Bragg de keuze om verder op te rukken en Buell aan te vallen richting Louisville ofwel aansluiting te zoeken bij Smith die ondertussen Richmond en Lexington had ingenomen. Bragg wou aansluiting vinden met Smith. Hij liet zijn leger achter en ontmoette Smith in Frankfort. Daar woonden ze op 4 oktober de inauguratie in van de nieuwe Zuidelijke gouverneur Richard Hawes bij. De ceremonie werd verstoord toen ze in verte Noordelijke kanonnen hoorden bulderen. Het aansluitend galabal werd afgelast. 
Op 8 oktober botsten het Noordelijke en Zuidelijke leger op elkaar bij Perryville. De dag ervoor waren een schermutselingen uitgebroken tussen vijandelijke eenheden die water zochten. Bragg dacht op een geïsoleerd deel van Buells leger gestoten te zijn en  gaf het bevel aan generaal-majoor Leonidas Polk om dit deel van het Noordelijke leger aan te vallen en te vernietigen. Slechts na persoonlijke tussenkomst van Bragg voerde Polk ook effectief de aanval uit. Polk botste op het korps van generaal-majoor Alexander M. McCook die de linkerflank van het Noordelijke leger vormde. McCooks eenheden konden de druk niet weerstaan en moesten zich bijna 1,5 km terugtrekken. De Noordelijken konden hun linies slechts stabiliseren toen er versterkingen aangevoerd werden. Toen pas besefte Bragg dat hij tegenover het volledige Noordelijke leger stond.
Kirby Smith pleitte ervoor om door te zetten en het Noordelijke leger te verslaan. Tot grote verbazing van Smith, Hardee en Polk gaf Bragg het bevel tot de terugtocht. Het Zuidelijke leger trok zich terug via de Cumberland Gap naar Knoxville. Bragg zou deze terugtocht karakteriseren als een terugtrekking na een succesvolle raid in Noordelijk gebied. Hij had verschillende redenen voor deze terugtocht. Hij had slecht nieuws ontvangen dat Earl Van Dorn en Sterling Price waren verslagen bij Corinth en dat de Marylandveldtocht van Robert E. Lee was mislukt. Bragg besefte dat hij weinig voordeel zou halen uit eventuele overwinning, maar dat een nederlaag niet alleen de vele voorraden maar ook zijn leger zouden kunnen kosten. Hij werd terug geroepen naar de Zuidelijke hoofdstad Richmond om verantwoording af te leggen tegenover Jefferson Davis voor zijn aanpak van de veldtocht. Bragg moest zich ook verdedigen tegen de vele beschuldigingen van zijn ondergeschikten. Uiteindelijk besliste Davis om Bragg in zijn functie te bevestigen. De relatie met zijn ondergeschikten was er niet beter op geworden. Toen Bragg opnieuw bij zijn leger was, stuurde hij het naar Murfreesboro, Tennessee.

#### De Slag bij Stones River
Op 20 november gaf Bragg zijn strijdmacht een nieuwe naam, namelijk het Army of Tennessee. Ondertussen was Don Carlos Buell op 24 oktober vervangen als bevelhebber van het Army of the Ohio door generaal-majoor William S. Rosecrans die de Noordelijke strijdmacht ook een nieuwe naam gaf, het Army of the Cumberland. Eind december rukte Rosecrans vanuit Nashville op naar Braggs leger bij Murfreesboro. Bragg voerde echter zelf op 31 december 1862 een sterke aanval uit op de Noordelijke rechterflank. Dit was het begin van de Slag bij Stones River. De Zuidelijken slaagden erin om het Noordelijke leger in het defensief te dringen. Toch slaagden ze er niet in om het volledig te vernietigen of de bevoorradingslijnen naar Nashville af te snijden. Ondanks dit beschouwde Bragg de slag als gewonnen en ging hij ervan uit dat Rosecrans de aftocht zou blazen. Op 2 januari 1863 hadden de Noordelijken zich nog altijd niet teruggetrokken. De confrontatie werd verdergezet toen Bragg het sein tot een hernieuwde aanval gaf. De eenheden van generaal-majoor John C. Breckinridge slaagden er niet in om de defensieve stellingen van de Noordelijke linkerflank te breken. Door het gebrek aan vooruitgang, het bar slechte winterweer, de versterkingen en voorraden die Rosecrans kreeg en op aandringen van zijn korpscommandanten Hardee en Polk, trok Bragg zijn leger terug naar Tullahoma in Tennessee.
De ontevredenheid van zijn officieren tierde welig. Als reactie stuurde Bragg een brief naar zijn korps- en divisiebevelhebbers met de vraag om hem op papier te bevestigen dat ze hem gevraagd hadden om terug te trekken. Hij stelde indien hij hun adviezen verkeerd had begrepen en het leger zich onterecht had teruggetrokken, hij ontslag zou nemen. Dit schoot echter in het verkeerde keelgat van veel van zijn officieren. Polk schreef president Davis aan met de vraag om Bragg met onmiddellijke ingang te vervangen.
Davis stuurde generaal Joseph E. Johnston om de situatie te onderzoeken. Davis hoopte dat Johnston de situatie als ernstig genoeg zou inschatten om Bragg langs de kant te schuiven en zelf het bevel op zich zou nemen. Toen Johnston arriveerde, moest hij vaststellen dat het Army of Tennessee in uitstekende conditie verkeerde. Johnston weigerde Bragg te ontslaan en bleef tegen de zin in van president Davis talmen. Uiteindelijk wou Johnston het bevel niet op zich nemen, omdat hij te veel last zou hebben van zijn verwondingen die hij had opgedaan tijdens de Slag bij Seven Pines in 1862.

##### De Tullahomaveldtocht

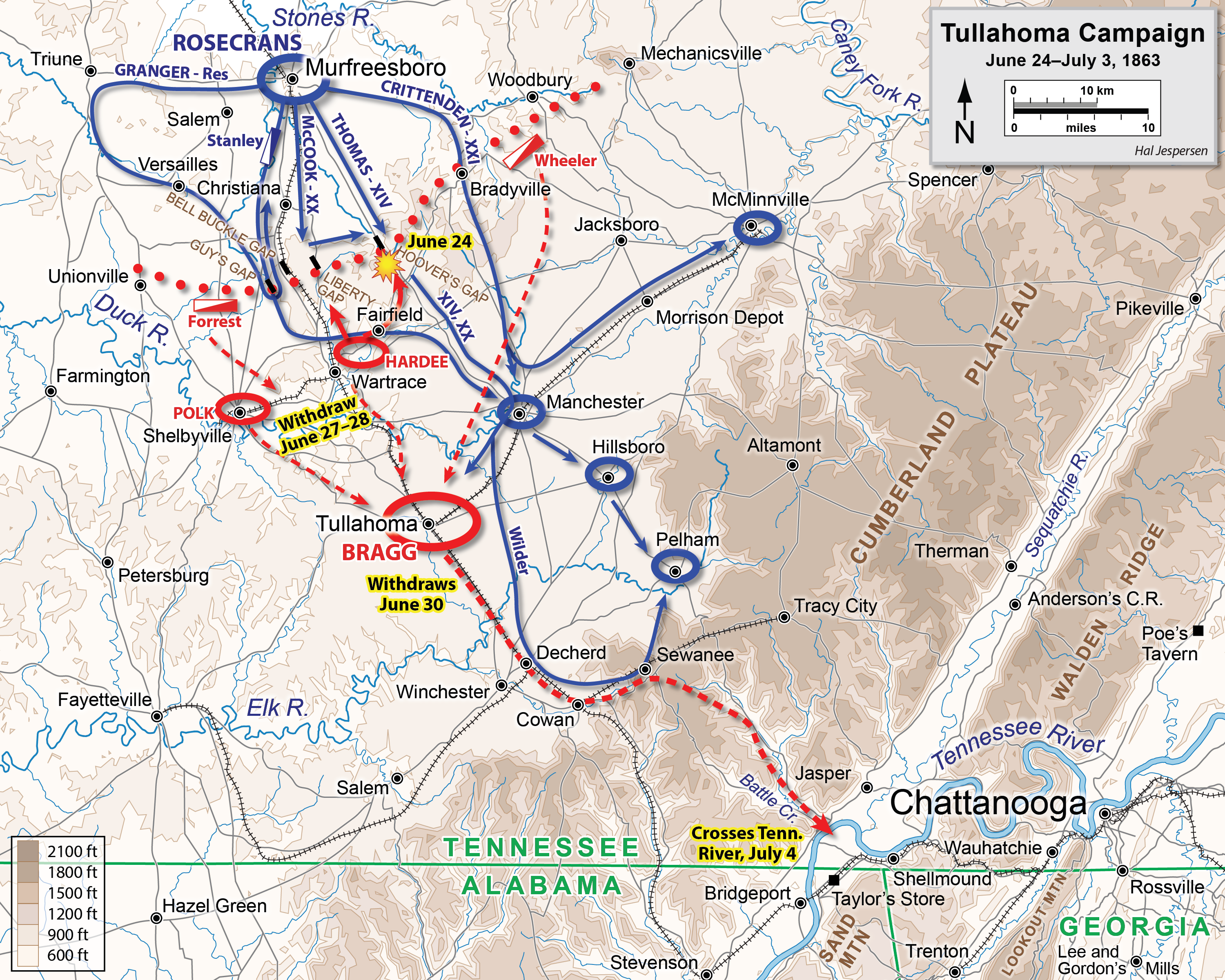
Kaart met de Tullahomaveldtocht

Terwijl Bragg de stellingen versterkte rond Tullahoma, spendeerde Rosecrans de volgende zes maanden aan het bevoorraden en trainen van zijn leger die bij Murfreesboro lag. Bragg werd verrast toen Rosecrans zijn leger in beweging zette op 23 juni 1863. Rosecrans pinde het Zuidelijke centrum onder Polk vast via kleinschalige acties. Ondertussen stuurde hij het grootste deel van zijn leger rond Braggs rechterflank. Bragg reageerde te traag en zijn officieren werkten niet echt mee. Door het ontstane wantrouwen tussen Bragg enerzijds en Hardee en Polk anderzijds was er vrijwel geen sprake van duidelijke orders en werd er slecht gecommuniceerd. De Zuidelijken werden op 4 juli gedwongen om Tullahoma te verlaten en zich terug te trekken achter de Tennessee. Tullahoma was een klinkende overwinning voor Rosecrans. Hij had Bragg uit centraal Tennessee verjaagd met een minimum aan slachtoffers. Toch kreeg Bragg ook de erkenning dat hij zijn leger vrijwel intact had gehouden in moeilijke omstandigheden.
Eind juli 1863 telde het Army of Tennessee ongeveer 52.000 soldaten. De Zuidelijke regering nam de beslissing om dit leger samen te voegen met het Departement of East Tennessee. Deze telde 17.800 soldaten en stond onder leiding van Simon Bolivar Buckner. Met deze toevoeging werd de operationeel gebied waarvoor Bragg verantwoordelijk was uitgebreid in noordelijke richting tot in Knoxville, Tennessee. Dit betekende ook dat Bragg nu een derde officier in zijn rangen telde die weinig tot geen respect had voor hem. Buckner was ontevreden dat hij geen eigen commando meer had, en was ook niet te spreken over de manier waarop Bragg de invasie van Buckners thuisstaat Kentucky had gevoerd in 1862. Positief nieuws voor Bragg kwam er toen Hardee in juli zijn overplaatsing had gevraagd naar Mississippi. Hij werd echter vervangen door luitenant-generaal Daniel H. Hill. Dit was een generaal die eveneens overgeplaatst was omdat hij in onmin leefde met zijn vorige bevelhebber generaal Robert E. Lee.
Begin augustus kreeg Bragg de vraag van het ministerie van oorlog of het mogelijk zou zijn om een offensief te starten tegen Rosecrans indien hij versterkingen zou krijgen vanuit Mississippi. Bragg weigerde beleeft met de argumenten dat er verregaande logistieke problemen waren en dat de geografische omstandigheden niet in zijn voordeel speelden. Hij wachtte liever af tot Rosecrans dezelfde problemen zou oplossen en tot de aanval zou overgaan. Rosecrans wist dat het oversteken van de Tennessee moeilijk, zo niet onmogelijk was waar de Zuidelijken hun stelling hadden. Daarom stelde hij een plan op om Bragg af te leiden ter hoogte van Chattanooga zodat de Noordelijken verder stroomafwaarts ongehinderd de oversteek zouden kunnen maken. Bragg was ongerust over de grote Noordelijke eenheden van generaal-majoor Ambrose E. Burnside die Knoxville vanuit het noordoosten bedreigden. Rosecrans versterkte deze ongerustheid door een schijnbeweging te maken op de Noordelijke linkerflank en Chattanooga te beschieten vanaf de heuvels ten noorden van de rivier. Ondertussen stak de Noordelijke hoofdmacht op 4 september de Tennessee over ten zuidoosten van Chattanooga. Bragg besefte dat zijn positie onhoudbaar geworden was en trok zich op 8 september terug.

#### Slag bij Chickamauga

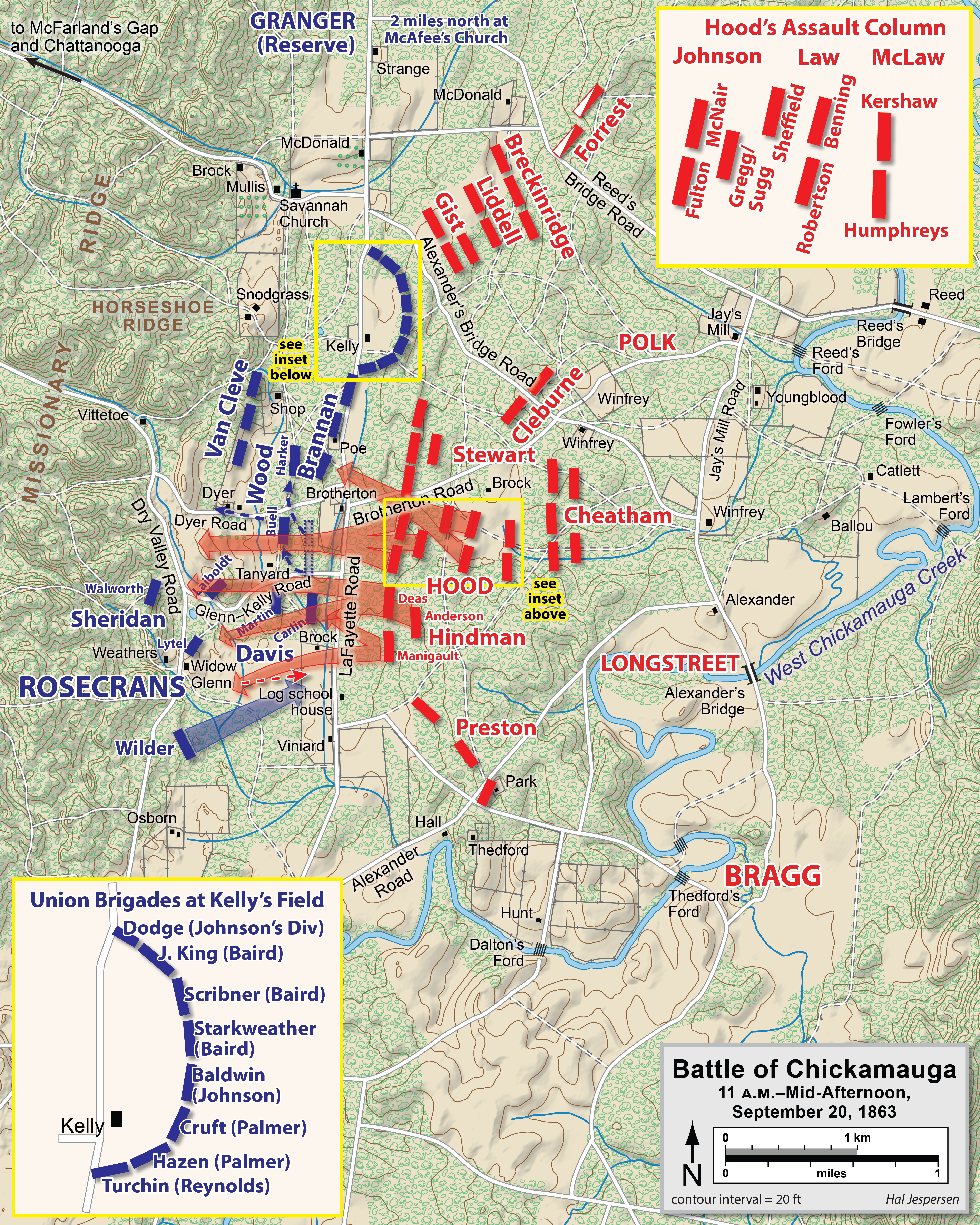
De doorbraak van Longstreet tijdens de Slag bij Chickamauga rond de middag op 20 september

Nadat Rosecrans zijn greep op chattanooga had geconsolideerd, rukte hij verder op naar noordelijk Georgia om Bragg te verslaan. De relatie tussen Bragg en zijn officieren bleef slecht waardoor zijn bevelen niet of slecht uitgevoerd werden. Op 10 september weigerden generaal-majoor Thomas C. Hindman en Daniel H. Hill om een veel kleinere Noordelijke colonne aan te vallen bij McLemore’s Cove (Slag bij Davis's Cross Roads). Op 13 september kreeg Leonidas Polk het bevel om het Noordelijke korps van generaal-majoor Thomas L. Crittenden aan te vallen. Polk weigerde en vroeg versterkingen omdat hij dacht dat de Noordelijken als eersten zouden aanvallen. Ondertussen nam Rosecrans dankbaar gebruik van deze Zuidelijke flaters en probeerde zijn wijd verspreide eenheden te concentreren. Toen Bragg versterkt werd met twee divisies uit Mississippi, één divisie en verschillende brigades uit het Departement van East Tennessee en twee divisies onder leiding van luitenant-generaal James Longstreet van Robert E. Lees Army of Northern Virginia, keerde Bragg op zijn stappen terug en viel de achtervolgende Rosecrans aan. De Noordelijken werden verslaan bij Chickamauga. Het was een van de grootste Zuidelijke overwinningen van de oorlog maar het had Bragg veel soldaten gekost. Hij verloor ongeveer 18.450 manschappen. Ook was het geen volledige overwinning. Bragg wou Rosecrans afsnijden van Chattanooga en het Noordelijke leger vernietigen. Dankzij de hardnekkige verdediging van generaal-majoor George H. Thomas kon het Noordelijke leger ontsnappen.
Na de slag trok Rosecrans zijn Army of the Cumberland terug naar Chattanooga. Bragg omsingelde de stad en begon een belegering van de stad. Het korps van Longstreet werd ingezet tegen Ambrose Burnside in wat de Knoxvilleveldtocht zou worden. Hierdoor werd de slagkracht van Braggs leger sterk verminderd.. Na zijn overwinning richtte Bragg zijn pijlen op zijn eigen officieren. Zowel Hindman als Polk werden begin oktober ontgeven van hun commando. En na een poging tot muiterij werd ook D.H. Hill de laan uitgestuurd.  Het conflict bereikte een nieuw hoogtepunt toen veel officieren een anonieme brief steunden die naar president Davis gestuurd werd. Vele historici vermoeden dat de auteur niemand minder was dan Simon Bolivar Buckner was. Ook luitenant-generaal Longstreet schreef een brief naar de minister van oorlog waarin hij stelde dat Bragg niet geschikt was. Uiteindelijk nam president Davis persoonlijk polshoogte bij Bragg en zijn officieren. Om de gemoederen te bedaren stelde Bragg zelfs voor om ontslag te nemen. Uiteindelijk bevestigde Davis Bragg in zijn functie en werden alle klachten onderuit gehaald.

#### Chattanooga
Terwijl Bragg interne problemen had en Longstreet naar Knoxville stuurde, kreeg het belegerde leger een nieuwe commandant, namelijk generaal-majoor Ulysses S. Grant. Hij bracht substantiële versterkingen mee uit Mississippi en Virginia. De Chattanoogaveldtocht. Dit luidde de laatste dagen in van Bragg als bevelhebber van een leger. Zijn verzwakte linkerflank brak op 24 november na de Slag bij Lookout Mountain. Tijdens de Slag bij Missionary Ridge de dag erna kon een aanval op zijn rechterflank weerstaan worden. Het centrum werd echter overwonnen na een sterke aanval van de Noordelijke generaal George Thomas. Het Army of Tennessee nam de benen en trok zich terug naar Dalton, Georgia. Bragg diende zijn ontslag in op 29 november. Deze werd tot zijn afgrijzen onmiddellijk aanvaard door Davis. Hardee nam kort zijn plaats in tot Joseph E. Johnston het commando op zich kon nemen. Hij zou dit leger aanvoeren tijdens de Atlantaveldtocht tegen William T. Sherman in 1864.

### Adviseur van de president
In februari 1864 werd Bragg naar Richmond (Virginia) geroepen, waar hij vanaf 24 februari diende als militair adviseur van de Zuidelijke president Jefferson Davis, een positie die voorheen door Robert E. Lee was bekleed. Bragg zette zich aan het werk. Hij pakte de corruptie aan en hervormde de logistiek. Hij nam de volledige verantwoordelijkheid op zich van het gevangeniswezen en de ziekenhuizen. Hij vereenvoudigde de rekrutering waarbij de mogelijkheden om beroep aan te tekenen beperkt werd. Tijdens zijn periode in Richmond had Bragg ontelbare ruzies en onenigheden met onder andere de minister van oorlog, leden van het congres, de pers en verschillende hogere officieren. De enige uitzondering op de regel was Robert E. Lee omdat Bragg wist dat Lee een zeer goede relatie had met de president.
Terwijl Lee in mei 1864 zijn handen vol had met Grant tijdens de Overlandveldtocht in Virginia, concentreerde Bragg zich op de verdediging van Richmond. Hij kon de president overtuigen om P.G.T. Beauregard aan te stellen om de defensieve stellingen rond Richmond en Petersburg te versterken. Ondertussen uitte Davis zijn bezorgdheid over de vorderingen van Joseph Johnston tegen Sherman. Daarom stuurde hij Bragg op 9 juli 1864 naar het front om de tactische situatie te evalueren. Davis wou Johnston vervangen door Hardee. Bragg wou een oude vijand dit commando niet gunnen en schoof luitenant-generaal John Bell Hood naar voren. Deze werd uiteindelijk benoemd in Johnston zijn plaats.

#### North Carolina

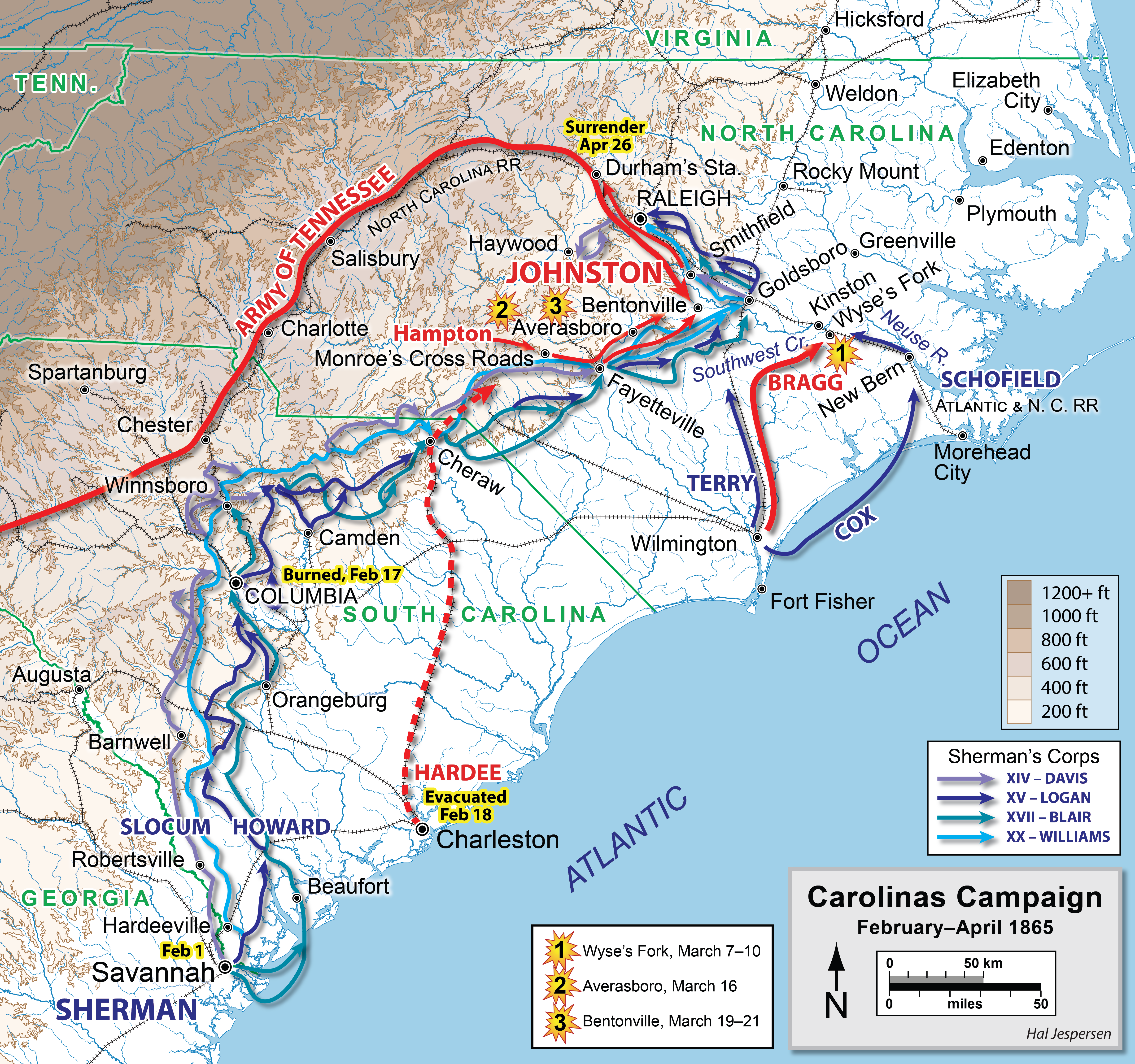
Carolina's-veldtocht

In oktober kreeg Bragg het tijdelijke commando over de verdedigingswerken rond Wilmington in North Carolina. Op aanraden van Robert E. Lee kreeg Bragg de departementen van North Carolina en zuidelijke Virginia erbij. Toen William T. Sherman in november aan zijn mars naar de zee begon, werd Bragg naar Augusta en Savannah in Georgia gestuurd. Daarna werd hij ingezet in Charleston om in januari 1865 terug te keren naar Wilmington. De Zuidelijken konden een eerste aanval op Fort Fisher afslaan. Door tactische fouten van Bragg werd het alsnog veroverd. De laatste zeehaven in Zuidelijke handen was verloren. 
Braggs militaire loopbaan liep ten einde. Joseph E. Johnston keerde terug in actieve dienst en probeerde met de restanten van het Army of Tennessee Sherman tegen te houden in North Carolina. In februari verloor Bragg zijn baan als militair adviseur toen Robert E. Lee opperbevelhebber werd van alle Zuidelijke strijdkrachten. En John C. Breckinridge, die Bragg nog altijd haatte na Perryville werd de nieuwe minister van oorlog. Davis probeerde Bragg nog naar het Trans-Mississippi departement te sturen om Edmund Kirby Smith te vervangen. Maar door de felle weerstand van lokale politici werd ook dit plan opgeborgen. Bragg kreeg uiteindelijk een korps (die niet groter was dan een divisie) in het leger van Johnston tijdens de Carolina’s-Veldtocht. Tijdens de Slag bij Wyse Fork tussen 7 en 10 maart behaalde hij nog een kleine overwinning, maar werd verslagen in Bentonville tussen 19 en 21 maart. Na de val van Richmond op 2 april vluchtten Davis en zijn regering naar het zuidwesten. Bragg, die in zijn hoofdkwartier in Raleigh was, vertrok onmiddellijk en haalde Davis in bij Abbeville, South Carolina. Hij woonde de laatste kabinetsvergadering bij en overtuigde Davis om de oorlog te stoppen. Bragg en een deel van zijn staf werden gevangen genomen en op 9 mei vrijgelaten bij Monticello, Georgia.

## Latere jaren
Na de oorlog werkte Bragg in 1867 als opzichter bij de New Orleans waterwerken. In 1869 vond hij dankzij Jefferson Davis werk bij de Carolina Life Insurance Company. Na vier maanden nam hij ontslag wegens het te lage loon. Hij overwoog kort om dienst te nemen in het Egyptische leger. In augustus 1871 werd hij hoofdingenieur in Alabama, toezicht houdend op de verbouwing van de haven van Mobile. Hierna verhuisde hij naar Texas en werd spoorweginspecteur in juli 1874. 
Op 27 september 1876 wandelde Bragg samen met een vriend in een straat in Galveston, Texas, toen hij plots voorover viel en ter plaatse stierf. Hij was 59 jaar oud. Hij werd begraven in Magnolia Cemetery, Mobile, Alabama.